# Unter einem Dach (Buch)
Unter einem Dach (Originaltitel: The Birds on the Trees) ist ein Roman von Nina Bawden, der 1970 veröffentlicht wurde und von einer englischen Mittelklassefamilie handelt, deren 19-jähriger Sohn nicht die Erwartungen seiner Eltern erfüllt.
The Birds on the Trees wurde am 26. März 2010 als eines von sechs Büchern bekanntgegeben, die für den "Lost Man Booker Prize" von 1970 nominiert worden waren, „einem Wettbewerb, der vierzig Jahre verschoben worden war, weil durch eine Regeländerung fast ein Jahresumfang hochwertiger fiktiver Werke außer Betracht gezogen werden musste“ ("a contest delayed by 40 years because a reshuffling of the fledgeling competition’s rules that year disqualified nearly a year’s worth of high-quality fiction from consideration").

## Handlung
Toby Flower ist ein scheuer, schweigsamer Jugendlicher, der sich seine Haare lang wachsen ließ und begann, einen Burnus zu tragen. Sein Vater, ein Herausgeber, und seine Mutter, eine Romanautorin, werden in Verzweiflung gestürzt, als Toby der Schule verwiesen wird, weil er Drogen konsumiert hat. Unfähig, ihrem Sohn bei seinen Problemen zu helfen, projizieren Charlie und Maggie Flower weiterhin ihre eigenen Ziele und Hoffnungen auf ihren Sohn. Sie sprechen immer noch darüber, dass er zur Universität gehen soll trotz Tobys Beteuerung, dass er an einer weiteren Ausbildung nicht interessiert ist. Toby bricht tatsächlich aus der erstickenden Atmosphäre aus, verlässt sein Zuhause und zieht nach London, wo er in einer Kellerwohnung lebt, ohne den Kontakt mit seinen Eltern aufrechtzuerhalten.
Charlie and Maggie Flower wenden sich schließlich an einen befreundeten Psychiater. Dieser Psychiater ist damit einverstanden, Toby in die Psychiatrie einzuweisen und wegen Geisteskrankheit behandeln zu lassen. Inzwischen freundet sich Toby in London mit Hermia, der jungen, aber ziemlich unattraktiven Tochter des Psychiaters an und schwängert sie. Als ihre Eltern sich zusammentun und Hermia zu einer Abtreibung überreden, trennen sie unwissentlich das letzte verbliebene Band zu ihrem Sohn. Toby holt Hermia aus dem Haus ihrer Eltern, und das junge Paar zieht zu Tobys Großmutter mütterlicherseits, einer gebrechlichen alten Frau, die den Bedürfnissen der jungen Leute die ganze Zeit wohlwollend gegenüberstand.